# Marsupio

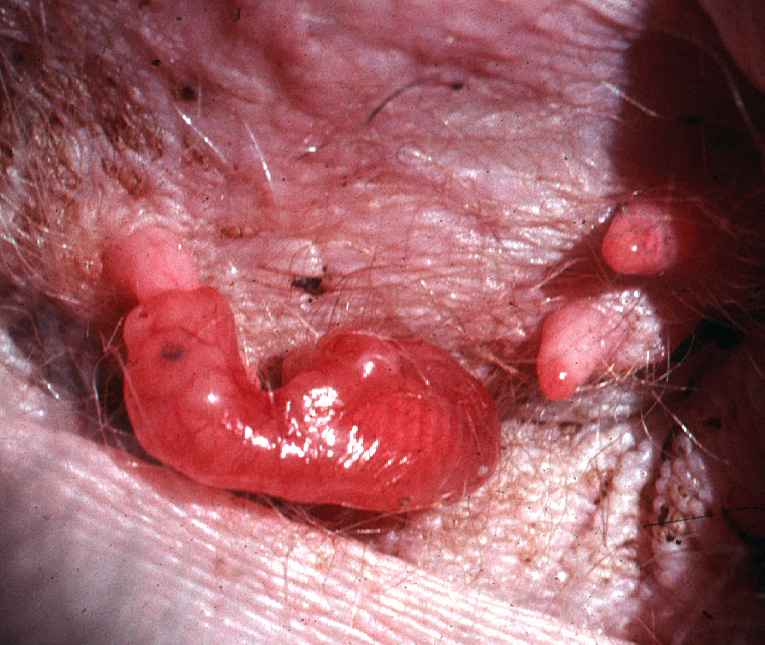
Cría de canguro dentro del marsupio.

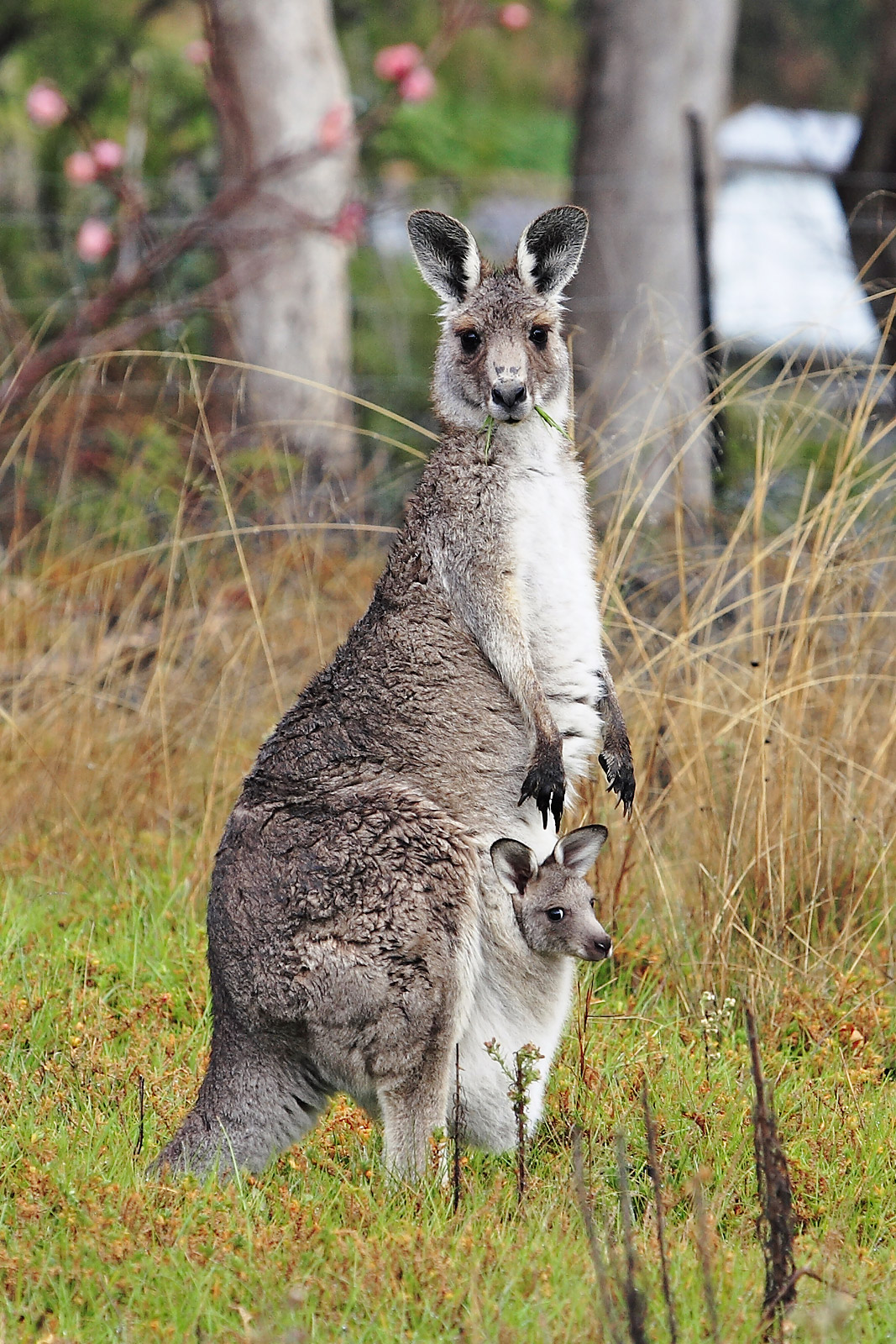
Canguro con una cría madura en su marsupio.

El marsupio (bolsa) es la característica más llamativa de los marsupiales, consiste en un pliegue de la piel que recubre las mamas y forma una bolsa epidérmica que funciona a modo de cámara incubadora. Las crías de los marsupiales nacen en un estado de desarrollo muy incompleto, casi fetal, y se arrastran tras nacer desde la vagina de la hembra hasta el marsupio, donde lactarán hasta completar su desarrollo.
De acuerdo a la especie, la ubicación de la bolsa es más o menos distante de la vagina; en el demonio de Tasmania la cría debe recorrer sólo unos centímetros hasta llegar a ella, mientras que en los canguros el marsupio está en posición ventral y más distante. Las crías permanecen mucho tiempo dentro del marsupio bebiendo leche de la madre, hasta que están totalmente desarrolladas.
Algunas especies de marsupiales llevan a la cría en el marsupio como protección aún después de haber acabado la gestación de la misma. El marsupio en los canguros es de mucha importancia ya que protege a su cría de muchos depredadores.
- Datos: Q949930
- Multimedia: Marsupial pouches / Q949930